# Cyclisme à l'Universiade d'été de 2011
Les compétitions de cyclisme  de l'Universiade d'été de 2011 se sont déroulées du 13 au 19 août 2011, à Shenzhen en Chine. Il s'agit de la deuxième apparition du cyclisme à l'Universiade d'été, après 1983.

## Podiums
UR : nouveau record de l'Universiade d'été.

### Cyclisme sur route
| Épreuves                     | Or                                                             | Or       | Argent                                                                               | Argent   | Bronze                                                             | Bronze   |
| ---------------------------- | -------------------------------------------------------------- | -------- | ------------------------------------------------------------------------------------ | -------- | ------------------------------------------------------------------ | -------- |
| Compétitions masculines      |                                                                |          |                                                                                      |          |                                                                    |          |
| Course en ligne              | Bernhard Oberholzer (SUI)                                      | 3:50:22  | Patrick Schelling (SUI)                                                              | 3:50:22  | Genki Yamamoto (JPN)                                               | 3:50:46  |
| Contre-la-montre par équipes | Russie Sergey Shilov Valery Kaykov Artur Ershov Maksim Kozyrev | 55:10.92 | Allemagne Christoph Pfingsten Grischa Janorschke Mathias Belka Daniel Westmattelmann | 57:55.77 | Corée du Sud Jang Chan-jae Jang Sun-jae Park Sung-Baek Im Jae-yeon | 58:34.19 |
| Compétitions féminines       |                                                                |          |                                                                                      |          |                                                                    |          |
| Course en ligne              | Gu Sun-Geun (KOR)                                              | 3:31:42  | Son Hee-Jung (KOR)                                                                   | 3:31:42  | Anne Arnouts (BEL)                                                 | 3:31:42  |
| Contre-la-montre par équipes | Lituanie Eglė Zablockytė Aušrinė Trebaitė Aleksandra Sosenko   | 39:40.79 | Corée du Sud Son Hee-Jung Yu Seonha Lee Aejung                                       | 40:26.37 | Allemagne Lina Kristin Schink Romy Kasper Jana Schemmer            | 41:04.07 |

### Cyclisme sur piste
| Épreuves                | Or                      | Or          | Argent                    | Argent   | Bronze                  | Bronze   |
| ----------------------- | ----------------------- | ----------- | ------------------------- | -------- | ----------------------- | -------- |
| Compétitions masculines |                         |             |                           |          |                         |          |
| Keirin                  | Zhang Miao (CHN)        |             | Pavel Yakushevskiy (RUS)  |          | Florian Vernay (FRA)    |          |
| Vitesse individuelle    | Denis Dmitriev (RUS)    |             | Pavel Yakushevskiy (RUS)  |          | Zhang Miao (CHN)        |          |
| Poursuite individuelle  | Sergey Shilov (RUS)     | 4:30.927    | Artur Ershov (RUS)        | 4:33.128 | Jang Sun-jae (KOR)      | 4:26.22  |
| Course aux points       | Artur Ershov (RUS)      | 47          | Bernhard Oberholzer (SUI) | 36       | Choi Seung-woo (KOR)    | 26       |
| Compétitions féminines  |                         |             |                           |          |                         |          |
| 500 mètres              | Gong Jinjie (CHN)       | 34.910 UR   | Lyubov Shulika (UKR)      | 34.985   | Victoria Baranova (RUS) | 34.996   |
| Vitesse individuelle    | Guo Shuang (CHN)        |             | Victoria Baranova (RUS)   |          | Virginie Cueff (FRA)    |          |
| Poursuite individuelle  | Vilija Sereikaitė (LTU) | 3:36.944 UR | Lesya Kalitovska (UKR)    | 3:40.068 | Svitlana Galyuk (UKR)   | 3:41.003 |
| Course aux points       | Lesya Kalitovska (UKR)  | 40          | Anastasia Tchulkova (RUS) | 37       | Minami Uwano (JPN)      | 32       |

### VTT
| Épreuves                | Or                     | Argent               | Bronze             |
| ----------------------- | ---------------------- | -------------------- | ------------------ |
| Compétitions masculines |                        |                      |                    |
| Cross-country           | Pavel Pryadein (RUS)   | Silvio Buesser (SUI) | Jiří Hudeček (CZE) |
| Compétitions féminines  |                        |                      |                    |
| Cross-country           | Ksenia Kirillova (RUS) | Maaris Meier (EST)   | Melanie Gay (SUI)  |

### BMX
| Épreuves                | Or                       | Argent                    | Bronze                   |
| ----------------------- | ------------------------ | ------------------------- | ------------------------ |
| Compétitions masculines |                          |                           |                          |
| Course                  | Evgeni Kleshchenko (RUS) | Kirill Yashkin (RUS)      | Tautvydas Biknius (LTU)  |
| Compétitions féminines  |                          |                           |                          |
| Course                  | Vilma Rimšaitė (LTU)     | Marina Beskhmelnova (RUS) | Margarita Lomakova (RUS) |

## Tableau des médailles
| Rang  | Nation       | Or | Argent | Bronze | Total |
| ----- | ------------ | -- | ------ | ------ | ----- |
| 1     | Russie       | 7  | 7      | 2      | 16    |
| 2     | Chine        | 3  | 0      | 1      | 4     |
| 2     | Lituanie     | 3  | 0      | 1      | 4     |
| 4     | Suisse       | 1  | 3      | 1      | 5     |
| 5     | Corée du Sud | 1  | 2      | 3      | 6     |
| 6     | Ukraine      | 1  | 2      | 1      | 4     |
| 7     | Allemagne    | 0  | 1      | 1      | 2     |
| 8     | Estonie      | 0  | 1      | 0      | 1     |
| 9     | France       | 0  | 0      | 2      | 2     |
| 9     | Japon        | 0  | 0      | 2      | 2     |
| 11    | Belgique     | 0  | 0      | 1      | 1     |
| 11    | Tchéquie     | 0  | 0      | 1      | 1     |
| Total | Total        | 16 | 16     | 16     | 48    |